# Ansættelsesaftale
En ansættelsesaftale er en aftale mellem en arbejdsgiver og en medarbejder, der regulerer de forhold, der er gældende for ansættelsesforholdet. En ansættelsesaftale indebærer for medarbejderen, at denne er forpligtet til i nærmere aftalt omfang at stille sin arbejdskraft til arbejdsgiverens rådighed mod modtagelse af et vederlag. En ansættelsesaftale kan indgås mundtligt såvel som skriftligt. 

## Ansættelsesaftaler i Danmark
En ansættelsesaftale er en individuel aftale mellem arbejdsgiver og medarbejder. Dansk lovgivning stiller imidlertid vise krav til udformningen og indholdet af ansættelsesaftaler. Ansættelsesbevisloven stiller krav om, at arbejdsgiveren senest en måned efter ansættelsesforholdet påbegyndelse skal udarbejdes et skriftligt ansættelsesbevis, såfremt medarbejderen arbejder mere end 8 timer om ugen og ansættelsesforholdet varer mere end én måned. Ifald der er pligt til udstedelse af ansættelsesbevis, skal dette indeholde en række bestemmelser om løn, opsigelsesvarsler m.v. Ansættelsesbevisloven omfatter dog ikke medarbejdere, der er omfattet af en overenskomst, der stiller medarbejderen lige så godt. 
Ansættelsesaftale for funktionærer skal overholde reglerne i funktionærloven, der indeholder en række regler til beskyttelse af den funktionæransatte. For ikke-funktionærer gælder ikke den samme grad af beskyttelse. Ansættelseaftalen for en medarbejder, der ikke er funktionær, vil imidlertid ofte være reguleret af en kollektiv aftale (en overenskomst) indgået mellem et fagforbund og en arbejdsgiverorganisation. Overenskomsten vil normalt indeholde detaljerede regler om arbejdstider, løn, opsigelsesvarlser m.v.